# 陈铭德

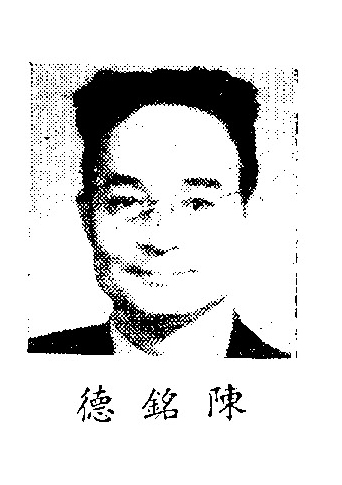

陈铭德（1897年3月20日—1989年2月11日），四川长寿人，中国报人。

## 生平
陈铭德青年时随孙中山加入国民党。1923年任《国民日报》编辑。1924年自北京国立法政大学毕业，于成都法政专科学校教授新闻学，并兼任《新川报》总编辑。1927年任重庆《大中华日报》主編。1928年任中華民國中央通讯社编辑，陈铭德工作期间認為中華民國的舆论鉗制违反了孙中山倡导的民主自由，而创办上海《新民报》(新民晚报的前身)。